# Londoner Vertrag (1915)
Der Londoner Vertrag 1915 (italienisch Patto di Londra) wurde während des Ersten Weltkriegs am 26. April 1915 als Geheimvertrag zwischen Italien auf der einen und den Alliierten (Großbritannien, Frankreich und Russland) auf der anderen Seite geschlossen. Darin verpflichtete sich Italien zum Kriegseintritt gegen die Mittelmächte auf der Seite der Triple Entente, wofür ihm die Anerkennung verschiedener territorialer Ansprüche zugesichert wurde.

## Vorgeschichte
Vor dem Ersten Weltkrieg war Italien als Mitglied des Dreibundes mit den späteren Mittelmächten Deutsches Reich und Österreich-Ungarn verbündet. Italien hatte 1902 mit Frankreich sowie 1908 mit Russland Neutralitätsabkommen abgeschlossen. Für Italien lag durch die Julikrise nach der Ermordung des österreichischen Thronfolgers Franz Ferdinand in Sarajewo kein Bündnisfall (casus foederis) vor, da Österreich-Ungarn die Krise mit seinem Ultimatum heraufbeschworen hatte sowie Italien nicht als gleichberechtigten Partner behandelt und von dem geplanten Ultimatum in Kenntnis gesetzt hatte. Ein Kriegseintritt wäre von der italienischen Regierung und der österreichfeindlichen Bevölkerung aber auch nicht befürwortet worden. Auch hätte Italiens lange Küste im Kriegsfall eine offene Angriffsfläche für ein feindliches Großbritannien geboten, so dass die Haltung Großbritanniens ebenfalls eine ausschlaggebende Rolle spielte. Am 2. August 1914 beschloss Italien, sich für neutral zu erklären, weil sich Österreich gegen Geist und Buchstaben des Dreimächtepaktes nicht mit Italien abgestimmt hatte.
Mit dem Beginn des Ersten Weltkrieges war das Mächtegleichgewicht in Europa nicht mehr vorhanden und es begannen nach der damaligen politischen Logik zwischenstaatliche Verhandlungen, um über potentielle Gebietsabtretungen und Entschädigungen die Unterstützung anderer Staaten zu erhalten. Das Vorgehen Österreich-Ungarns auf dem Balkan drohte das Gleichgewicht in einer für Italien zentralen Region zugunsten Österreich-Ungarns zu verschieben und der italienische Irredentismus, der die „Befreiung“ überwiegend italienischsprachiger Regionen („unerlöste Gebiete“) wie des Trentinos und Istriens von Österreich anstrebte, führte zum politischen Konflikt mit Österreich-Ungarn. Der neue italienische Außenminister Sidney Sonnino setzte sich entschlossen für die geopolitischen Interessen Italiens auf dem Balkan und im Adriaraum ein und er wollte Italien den Status einer Großmacht verschaffen. Von Dezember 1914 bis Mai 1915 führte die Regierung von Antonio Salandra Verhandlungen mit Österreich-Ungarn. Innenpolitisch gab es im italienischen Parlament und Volk eine Mehrheit der Neutralisten (Kriegsgegner) hinter dem ehemaligen Ministerpräsidenten Giovanni Giolitti, während nur eine Minderheit aus Irredentisten und Interventionisten für einen Kriegseintritt waren. Salandra versicherte Giolitti noch im März 1915, an dessen Neutralitätskurs festhalten zu wollen, und Giolitti wiegte sich im Glauben, dass Salandra nur Druck auf Wien ausüben wolle.
Die trilateralen Verhandlungen (Berlin wollte wegen der kriegswichtigen Bedeutung Italiens vermitteln) um die italienische Neutralität waren anfangs bis Herbst 1914 in Erwartung eines schnellen Sieges der beiden Mittelmächte nicht dringlich. Ab der Jahreswende verschleppte der österreichische Außenminister Stephan Burián die Verhandlungen, obwohl Italien immer offener mit Krieg drohte. Berlin drängte Wien in der angespannten militärischen Lage des Februar/März 1915 zu Konzessionen und bot seinerseits Österreich-Ungarn ein Stück Schlesiens als Kompensation an, um die Italienische Neutralität doch noch zu sichern. Ein zentraler Hinderungspunkt in den Verhandlungen war die geforderte sofortige Abtretung der verhandelten Gebiete, auf die Italien bestand, die aber administrativ nicht durchführbar gewesen wäre. Die italienische Regierung verlor die Geduld und wandte sich daraufhin an die Westmächte, die zu Lasten Österreich-Ungarns immer mehr bieten konnten als die beiden Mittelmächte. Dabei hatte die italienische Regierung keine Kenntnis der beschränkten militärischen Kapazitäten und kultivierte die Illusion eines kurzen Krieges. Generalstabschef Luigi Cadorna, der von kompetenter Stelle vor dem Krieg in den Schützengräben gewarnt worden war und den Krieg bereits neun Monate beobachten konnte, verkündete im April 1915 sorglos, einen Monat nach Kriegseintritt werde die italienische Armee in Triest sein.

## Zustandekommen und Inhalt der Vereinbarungen
Der italienische Botschafter Carlotti deutete in Sankt Petersburg gegenüber dem russischen Außenminister Sasonow nach der italienischen Neutralitätserklärung an, dass Italien möglicherweise der Triple Entente beitreten könnte, wenn es im Gegenzug das Trentino und die Region um die strategisch wichtige albanische Hafenstadt Vlora erhalten könnte. Russland war begeistert von der Aussicht, Österreich-Ungarn durch den Beitritt Italiens in einen Dreifrontenkrieg zu zwingen. Aus Rom wurde aber schnell klar, dass Italien nicht in den Krieg eintreten konnte, sondern dass Salandra die nächsten Monate nutzen wollte, um die möglichst besten Bedingungen für einen Kriegseintritt auszuhandeln und erst danach selbst den Eintrittszeitpunkt wählen zu können. Die weiteren Gespräche sollten zwischen London und Italien stattfinden, da es keine italienisch-britischen Interessenkonflikte gab, während Italien befürchtete, Russland und Frankreich würden nach dem erhofften Sieg den Mittelmeerraum beherrschen wollen. Auch hatte Italien irredentistische Espansionsansprüche auf Nizza, Savoyen, Triest, Dalmatien und Tunesien. Deswegen erschien das Vereinigte Königreich als einzig geeigneter Vermittler. Der britische Außenminister Edward Grey wollte, dass Italien zuerst seine Beitrittsabsicht erklären solle. Als der italienische Außenminister San Giuliano Mitte September erklärte, dass Italien neutral bleiben müsse, ermatteten diese ersten Gespräche, weil Grey hypothetische Verhandlungen hinter dem Rücken der Bündnispartner ablehnte.

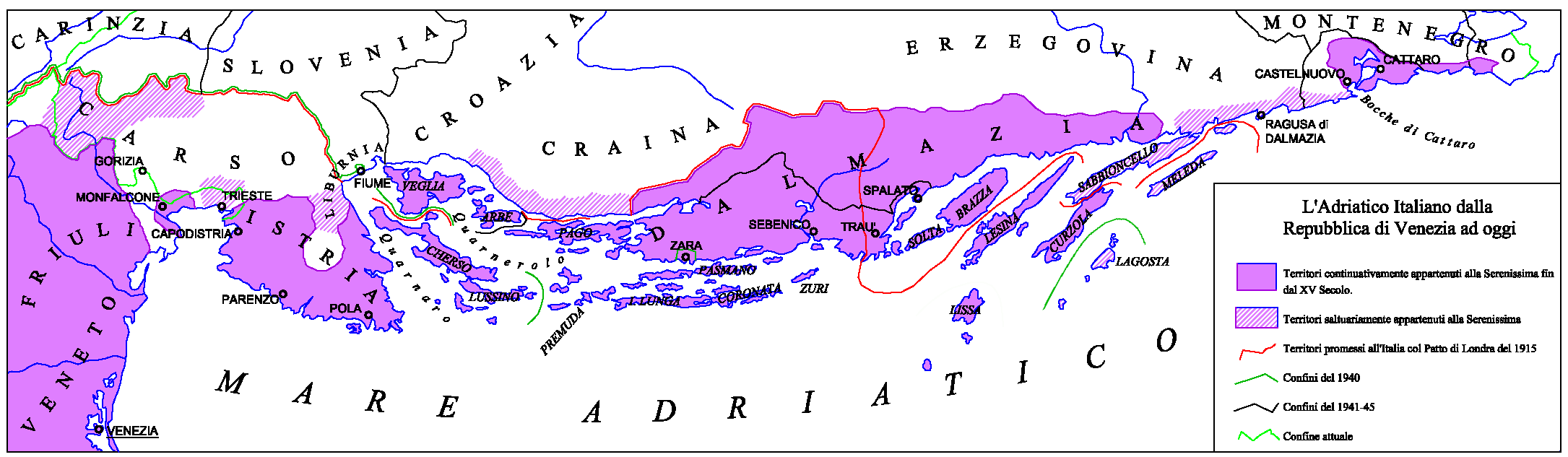
Die laut Vertrag an Italien fallenden Gebiete an der Adria (rote Linie)

Teile Tirols (Südtirol und Trentino), die Italien zugesichert wurden

Am 4. März 1915 beauftragte der italienische Außenminister Sonnino den Botschafter Guglielmo Imperiali in London, die Forderungen Italiens für einen Kriegseintritt auf Seiten der Triple Entente vorzulegen, nachdem die italienische Regierung die weniger weitreichenden Angebote Österreich-Ungarns als nicht befriedigend erachtete. In London wurden die italienischen Forderungen akzeptiert, wobei insbesondere Südtirol als Tauschobjekt für die italienischen Forderungen am Balkan stand, welche Russland strikt ablehnte. Die weitreichenden italienischen Gebietsansprüche (Südtirol, Trentin, Dalmatien und türkische Gebiete) waren zum Teil irredentistisch auf nationale Befreiung von österreichischer Herrschaft (Fortsetzung des Risorgimento) gerichtet aber darüber weit hinausgehend expansionistisch und sogar imperialistisch motiviert. Dabei gingen die italienischen Verhandlungspartner davon aus, dass das Habsburger Reich über den Krieg hinaus fortbestehen würde und der Vertrag Verhandlungsspielraum bei der künftigen Gestaltung der Nachkriegsordnung bieten würde. Der „Geheimvertrag“ wurde am 26. April 1915 im Rahmen einer Konferenz von Grey, Imperiali, Paul Cambon für Frankreich und Alexander von Benckendorff für Russland unterzeichnet. Es wurde zudem vereinbart, dass entsprechende Heeres- und Marineabkommen zur Koordinierung der Kriegsanstrengungen gegen die Mittelmächte abgeschlossen werden sollten. Insbesondere verpflichtete sich Russland zu Entlastungsangriffen gegen Österreich-Ungarn, falls dieses seine Hauptmacht gegen Italien richten sollte; Frankreich und Großbritannien verpflichteten sich zur aktiven Bekämpfung der österreichischen Flotte im Mittelmeer. Im Gegenzug verpflichtete sich Italien, innerhalb eines Monats in den Krieg einzutreten und gegen alle Gegner der Triple Entente mit allen verfügbaren Kräften zu kämpfen.

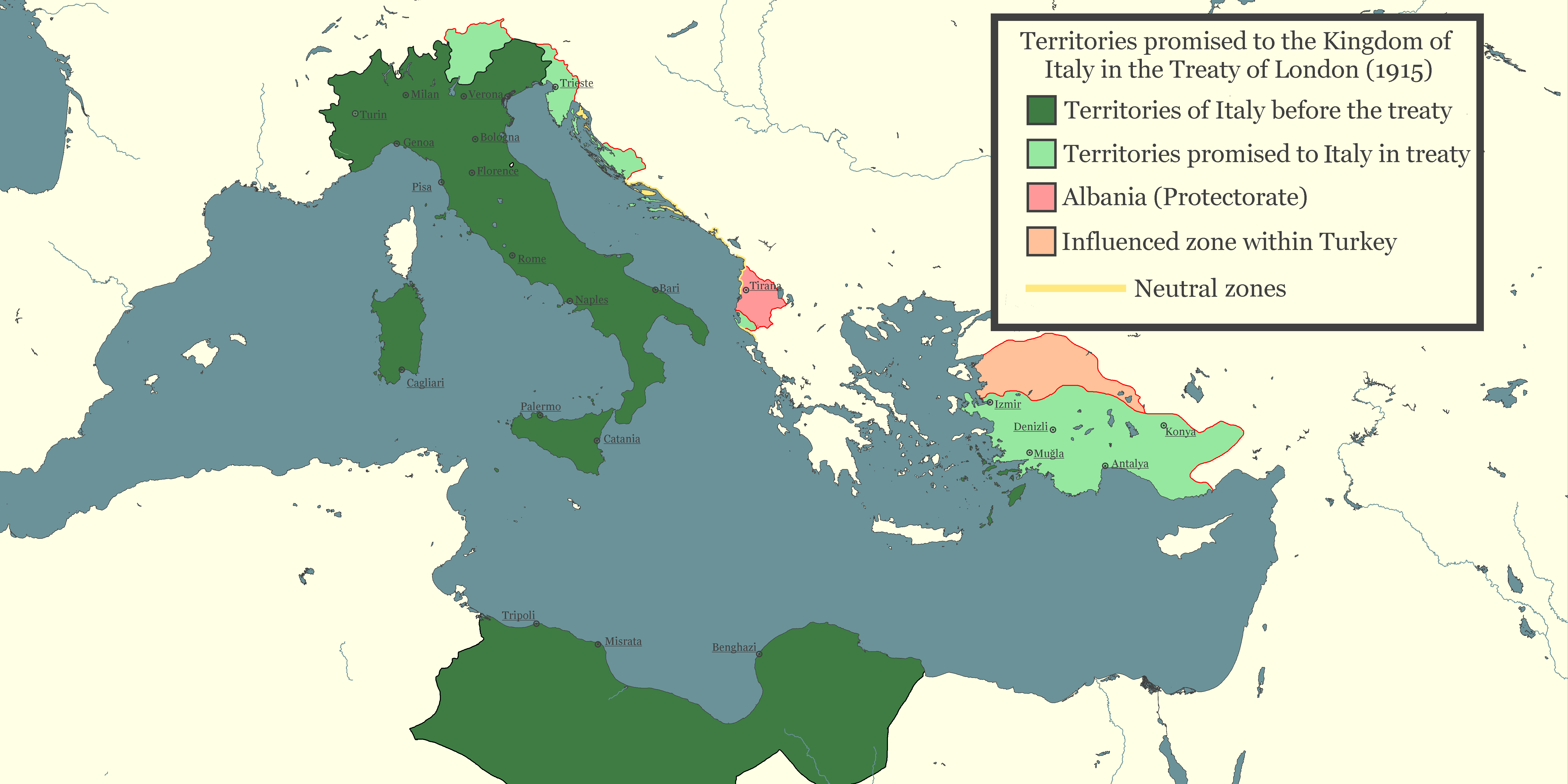
Betroffene Gebiete

Für den späteren Friedensschluss wurden Italien große Gebietsgewinne zugesichert:
- Tirol bis zum Brenner
- Triest und Istrien außer Rijeka (Fiume)
- das nördliche und mittlere Dalmatien mit den vorgelagerten Inseln
- der Besitz des bereits von Italien besetzten Dodekanes in der Ägäis wurde garantiert
- der Besitz des bereits besetzten Libyen wurde garantiert
- Italien solle einen gerechten Anteil bei einer möglicherweise erfolgenden Aufteilung der Türkei erhalten (das Gebiet von Antalya und angrenzende Gebiete bis einschließlich Konya und Smyrna)
- im Falle einer Aufteilung der deutschen Kolonien wurden Italien Kompensationen in Afrika zugesagt
- Italien wurde das Recht zugesprochen, die Außenbeziehungen Albaniens zu leiten

Italien wiederum verpflichtete sich, die Ansprüche Serbiens und Montenegros auf einen Küstenstreifen um Rijeka sowie im südlichen Dalmatien anzuerkennen und sich einer Aufteilung Albaniens auf Serbien, Montenegro, Griechenland und einen kleinen albanischen Reststaat um Durazzo nicht zu widersetzen.

## Folgen

### Kriegszeit

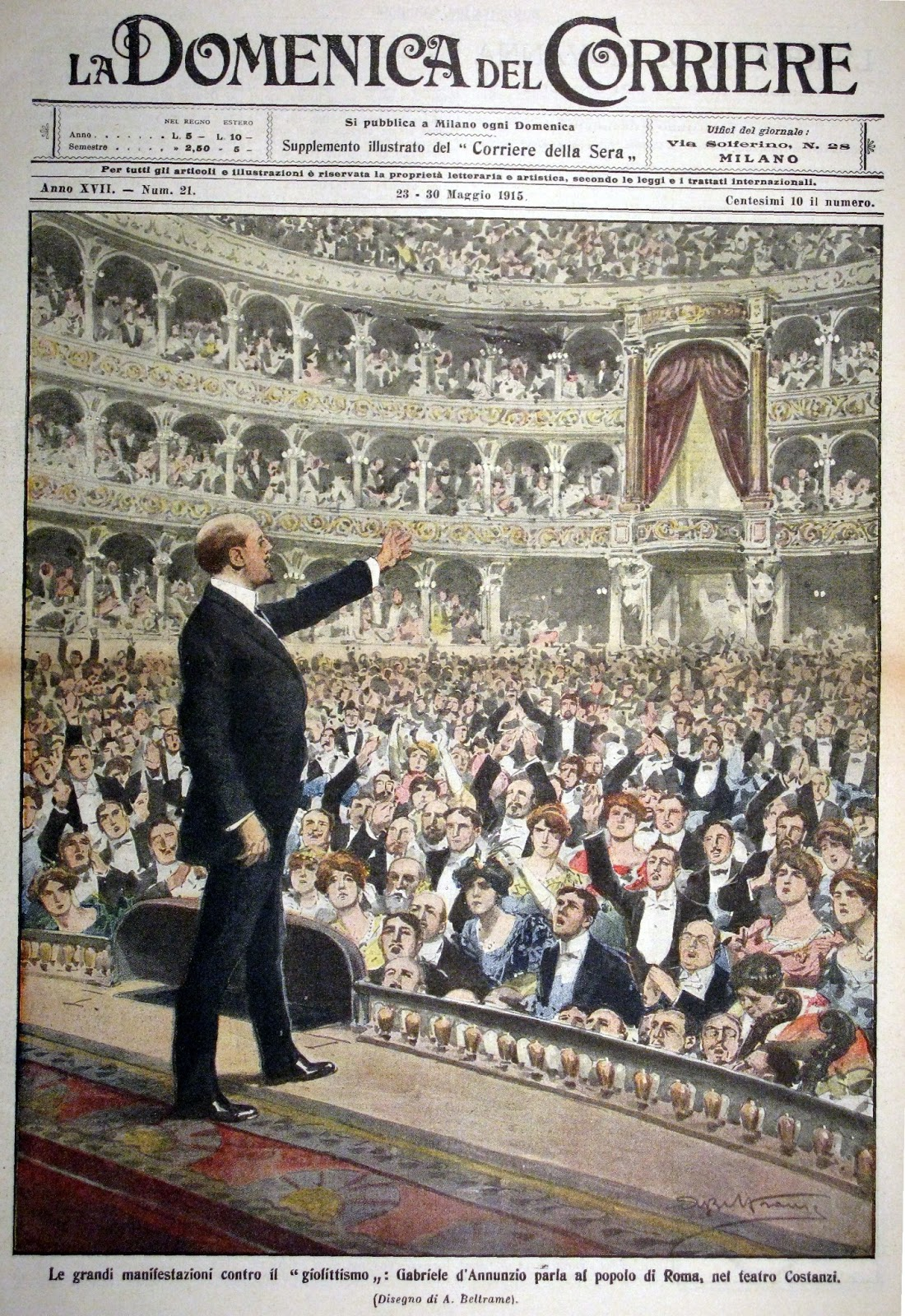
Gabriele D’Annunzio spricht auf einer Kundgebung gegen den „giolittismo“, illustrierte Beilage des Corriere della Sera, 27. Mai 1915

Am 3. Mai 1915 kündigte Italien die Mitgliedschaft im Dreibund auf.
Es kam wegen der Opposition, die im Parlament eine Mehrheit gegen einen Kriegseintritt hatte, zu einer Regierungskrise, der Salandra am 13. Mai mit einem taktischen Rücktrittsgesuch begegnete. Die sozialistische Partei (Partito Socialista Italiano), die organisierte Arbeiterschaft, die katholische Kirche und die meisten Liberalen waren für die Beibehaltung der Neutralität und so verfügten die sogenannten Noninterventionisten über die Mehrheit im Parlament. Die Studenten, Intellektuellen und der Mittelstand waren überwiegend Interventionisten, weil sie sich vom Krieg Abenteuer, die Vollendung der nationalen Einigung und den Aufstieg Italiens zu einer echten Großmacht erhofften. Die Sache der parlamentarischen Minderheit der Interventionisten wurde durch organisierte Demonstrationen sowie intensive Presseberichterstattung über die Ansprachen des kriegsverherrlichenden Schriftstellers Gabriele D’Annunzio an die aufgepeitschten städtischen Massen begleitet. Das Land war zerrissen zwischen Interventionisten und Noninterventionisten. So wurde Benito Mussolini wegen seines interventionistischen Kurses aus der sozialistischen Partei ausgeschlossen und nahm eine Fraktion linker Interventionisten mit sich (damals eine Randnotiz). König Viktor Emanuel III. stellte sich hinter den Vertrag und den Kriegseintritt Italiens und drohte mit seiner Abdankung, falls der Londoner Vertrag gekündigt werden sollte. Oppositionsführer Giolitti musste erkennen, dass er von Salandra und dem König ausgespielt worden war, und lehnte ein Mandat zur Regierungsbildung ab. Der König und seine Regierung nutzten in der Folge während des Krieges das Ausnahmerecht, um die Kontrollrechte des Parlaments zu umgehen, und der König vertagte häufig angesetzte Parlamentssitzungen. So wurde der Status und das Ansehen des Parlaments mit weitreichenden Konsequenzen für die italienische Demokratie stark beschädigt.
Am 23. Mai 1915 erhielt der K.u.K-Botschafter Karl von Macchio in Rom und parallel Außenminister Stephan Burián in Wien vom italienischen Botschafter die Kriegserklärung Italiens. Nach schrecklich hohen Verlusten im Gebirgskrieg 1915–1918 konnte Italien am Ende im November 1918 in Trient und Triest einmarschieren. Die Verluste und Rückschläge wie bei der Schlacht von Caporetto verstärkten aber den Eindruck von Uneinigkeit und Überforderung und erzeugten ein Trauma, das mit Unzufriedenheit und Gewaltbereitschaft das gesellschaftliche Leben über den Krieg hinaus prägte.

### Nachkriegszeit
Der Krieg war lang und verkleinerte nicht die Habsburger Monarchie, sondern zerstörte sie. Jugoslawien entstand und im Friedensvertrag von Versailles erhielt Italien nicht alles, was ihm im Londoner Vertrag versprochen worden war. Italien hatte gesiegt, aber mit dem Giolittismo war der italienische Liberalismus zusammengebrochen.
Nach dem Ende des Krieges erhielt Italien tatsächlich Südtirol, Triest und Istrien und behielt Libyen und den Dodekanes. Dalmatien wurde allerdings dem neu gebildeten Königreich Jugoslawien zugeschlagen. Die Zone im Süden der Türkei musste wieder geräumt werden, da die Regierung unter Kemal Atatürk den Friedensvertrag nicht akzeptierte, und bei der Verteilung der deutschen Kolonien ging Italien zunächst ebenfalls leer aus.
Die italienischen militärischen Erfolge waren trotz großer Kriegsanstrengungen weniger erfolgreich als erhofft gewesen. Außerdem erhielt Italien die im Vertrag versprochenen Gebietsgewinne nicht vollständig. Daher war trotz des Sieges die Enttäuschung in Italien groß. Dies gilt als einer der Gründe für das Erstarken des Faschismus.
1924/26 überließen die Briten dem seit Oktober 1922 faschistischen Italien doch noch einige relativ unbedeutende ägyptische und kenianische Grenzgebiete zur Abrundung Libyens und Italienisch-Somalilands (Oase Dscharabub, Jubaland).

## Britisch-italienischer Geheimvertrag
In einem parallelen Geheimabkommen (ohne Einbeziehung Frankreichs) sicherte Großbritannien 1915 Italien neben den versprochenen unsicheren Kompensationen in Afrika auch konkret die Erwerbung Abessiniens (Äthiopiens) zu.

## Öffentliche Wahrnehmung
Nach der Oktoberrevolution 1917 begann die bolschewistisch-russische Regierung, die Geheimverträge des Russischen Kaiserreiches zu veröffentlichen, darunter auch den Vertrag von London. Die österreich-ungarische Militärverwaltung übersetzte die Albanien betreffenden Passagen ins Skypetarische und publizierten diese. In Albanien kippte die Stimmung gegen die italienischen Besatzungstruppen im Süden. Am 3. Juni 1917 proklamierte der Kommandant der italienischen Besatzungstruppen, Generalleutnant Giacinto Ferrero, in Gjirokastra die Einheit und Unabhängigkeit ganz Albaniens unter dem Protektorat von Italien.